# 本因坊道悦
本因坊道悦（ほんいんぼう どうえつ、1636年（寛永13年） - 1727年3月26日（享保12年2月4日））は、江戸時代の囲碁棋士で、三世本因坊。本姓は丹羽、伊勢あるいは石見国出身、本因坊算悦門下、準名人。碁所の地位を巡って安井算知と二十番碁を打った。法名は日勝。

## 生涯
師の算悦が1658年（万治元年）に死去し、22歳で本因坊家を継ぎ、翌1659年に御城碁初出仕する。この次の御城碁が行われた1664年以降、御城碁は年中行事となった。1666年上手（七段）、その後準名人に進む。

### 算知との争碁
1668年（寛文8年）、かつて算悦との六番碁を行った安井算知が名人碁所を命じられたが、道悦は算知が自分との対局が無いことを理由に、寺社奉行に争碁を願い出た。この時に寺社奉行加賀爪甲斐守は、上意に反して番碁を願って負ければ遠島となるとして思いとどまらせようとしたが、道悦は「（負けて）遠島に処せらるるも寸毫の憾なし」と述べて、遂に道悦定先で六十番の番碁を命ぜられた。
算知との争碁は同年御城碁を第1局とし、1671年（寛文11年）第16局までに道悦が9勝3敗4ジゴの六番勝越しで先相先に手直りし、さらにその後は道悦の3勝1敗で1675年まで計二十番打ち、算知は碁所を返上して終了した。前半はやや苦戦した道悦が後半に勝率を上げたのは、弟子である道策との共同研究によるところがあったと言われる。
道悦も「公儀決定に故障を唱えし廉をもって遠慮の意」により、1677年（延宝5年）に道策に家督を譲り、同時に碁所に推挙。ただし道悦は道策の後見、名人格20人扶持として、対局免除の上で御城碁に10年間出仕、1686年（貞享3年）に退隠して京都に移り住んだ。1727年死去、92歳と歴代家元中最長命だった。

### 御城碁成績
- 1659年（万治2年）白番4目負 安井算哲（二世、渋川春海）
- 1664年（寛文4年）白番中押勝 安井算哲
- 1665年（寛文5年）白番1目負 安井算哲
- 1666年（寛文6年）白番ジゴ 安井算哲
- 1667年（寛文7年）白番4目勝 安井算哲
- 1668年（寛文8年）先番ジゴ 安井算知（二十番碁第1局）
- 1669年（寛文9年）先番9目負 安井算知（二十番碁第11局）
- 1671年（寛文11年）先番9目勝 安井算知（二十番碁第17局）
- 1672年（寛文12年）先番6目勝 安井算知（二十番碁第18局）
- 1673年（延宝元年）白番3目負 安井算知（二十番碁第19局）
- 1675年（延宝3年）先番13目勝 安井算知（二十番碁第20局）

## 碁局の寸法を定む
碁盤の寸法は囲碁伝来以来定めが無かったが、道悦は門下の板垣友仙と吟味し、
高さ7寸8分、厚さ3寸9分、長1尺4寸5分、廣1尺3寸5分
と定めた。この標本碁盤と称する、1739年（元文4年）小島道純作の碁盤が京都寂光寺に保存されている。